# NGC 4584
NGC 4584 је спирална галаксија у сазвежђу Девица која се налази на NGC листи објеката дубоког неба.
Деклинација објекта је + 13° 6' 38" а ректасцензија 12h 38m 17,8s. Привидна величина (магнитуда) објекта NGC 4584 износи 12,8 а фотографска магнитуда 13,7. NGC 4584 је још познат и под ознакама UGC 7803, MCG 2-32-162, CGCG 70-199, VCC 1757, NPM1G +13.0312, PGC 42223.